# Susanne Osthoff
Susanne Osthoff (Susanne Kristina Osthoff; * 7. März 1962 in München) ist eine deutsche Archäologin und Beraterin im Gesundheitswesen. Einer größeren Öffentlichkeit wurde sie bekannt, als sie am 25. November 2005 im Irak entführt wurde und bis zum 18. Dezember 2005 in Geiselhaft war. 

## Leben
Osthoff wuchs in Ebersberg (Oberbayern) mit zwei Brüdern und einer jüngeren Schwester auf. Sie verließ nach der 8. Klasse das Gymnasium Grafing und besuchte für zwei Jahre das Klosterinternat Frauenchiemsee. Nach der 10. Klasse trat sie in die Fachoberschule Wasserburg über. 1980 wechselte sie im Laufe des 11. Schuljahres an das Ernst-Mach-Gymnasium Haar, an welchem sie ihr Abitur absolvierte. Anschließend studierte sie an der Ludwig-Maximilians-Universität München, u. a. bei Barthel Hrouda, dem Doyen der vorderasiatischen Archäologie, der sie für zahlreiche Grabungskampagnen im Nahen Osten auswählte. Das Studium schloss sie in den Fächern Vorderasiatische Archäologie, Semitistik und Osteo-Archäologie ab. Der Titel ihrer Magisterarbeit lautete Der Spiegel im Vorderen Orient.
In den 1990er Jahren konvertierte Osthoff zum sunnitischen Islam und heiratete den jordanischen Araber Salem Bachan aus dem Stamm der Schammar, den sie bei einer archäologischen Ausgrabung kennengelernt hatte. Aus der kurzen Ehe ging eine Tochter hervor.
Osthoff hat nahezu alle arabischen Länder bereist und in vielen davon gearbeitet. Sie spricht mehrere arabische Dialekte fließend.

## Engagement im Irak
Schon seit 1984 unternahm Osthoff mehrere Studien- und Ausgrabungsreisen, u. a. in die Türkei, nach Syrien, Jordanien, in den Jemen und in den Irak. Während des Golfkrieges 1991 hielt sie sich im Irak auf, lieferte u. a. Medikamente und medizinische Geräte für die Bevölkerung aus und betrieb archäologische Forschungen. 
Seit 1998 arbeitete sie als Beraterin, Organisatorin und Trainerin für die Münchner Unternehmensberatung faktorM. im Bereich „interkulturelles Management“. Sie betreute auch im Rahmen der Kinderhilfe Irak (früher: Direkt-Hilfe Irak) des IPPNW ausländische Patienten in Einrichtungen des bayerischen Gesundheitswesens, transportierte Hilfsgüter und Medikamente in den Irak und initiiert, koordiniert und berät Projekte zum Aufbau des Gesundheitswesens im Irak. 
Für ihr Engagement im Irak im Jahr 2003 erhielt Osthoff am 25. März 2004 den Tassilo-Preis für Zivilcourage der Süddeutschen Zeitung.
Nach dem Irakkrieg dokumentierte sie die Zerstörung der Ausgrabungsstätten von Isin, wo sie bei mehreren wissenschaftlichen Grabungskampagnen bis 1989 mitgearbeitet hatte. Viele Medien berichteten ausführlich darüber, darunter die New York Times auf ihrer Titelseite.
Osthoff engagierte sich auch in Mossul für den Erhalt der osmanischen Karawanserei Beit al Tütüncü aus dem Jahr 1796. Es gelang ihr, dafür am 18. Mai 2005 eine Aufbauhilfe über 40.000 € vom Auswärtigen Amt bewilligt zu bekommen, dessen erste Rate bereits an die irakische Antikendirektion überwiesen worden ist. Die Zahlungen wurden jedoch vom Außenministerium eingestellt, um Osthoff keinen Anlass mehr zur Rückkehr in den Irak zu geben.
Dennoch hat Susanne Osthoff den Irak nach ihrer Entführung erstmals am 15. Februar 2006 wieder bereist.

## Entführung

### Verschleppung
Der konkrete Ablauf der Entführung von Susanne Osthoff bleibt spekulativ und deshalb unklar. Fest steht, dass sie am 25. November 2005 auf dem Weg in das rund 350 Kilometer von Bagdad entfernte Erbil im Nordirak zusammen mit ihrem Fahrer Chalid Nadschi al Schimani am frühen Morgen von einer Gruppe namens Saraja al-Salasil (Sturmtruppen der Erdbeben)  gefangen genommen und verschleppt wurde.
Die Entführer ließen drei Tage später dem ARD-Büro in Bagdad eine Video-CD zukommen. Die ARD veröffentlichte Angaben über den Inhalt und ein Standbild. Darin saßen die beiden Entführten auf dem Boden, und drei westlich gekleidete Vermummte standen um sie herum. Ein anderer Entführer hielt ein Maschinengewehr, während der dritte eine Botschaft verlas. Die Kidnapper sollen darin mit der Ermordung der Geiseln gedroht haben, falls die deutsche Regierung nicht sofort die Zusammenarbeit mit der derzeitigen irakischen Regierung abbricht. Diese Gruppe wurde anfänglich der sunnitischen Untergrundbewegung der Ischrin-Brigaden zugeordnet und als arabische Nationalisten eingeschätzt. Diese Gruppen benennen sich nach dem Aufstand von 1920 gegen die britische Kolonialmacht und kämpfen für ein Ende der Besatzung sowie die Unabhängigkeit vom Ausland auf der Grundlage eines islamischen Iraks.

### Erste Spekulationen
Währenddessen begannen in Deutschland die Spekulationen über die Motive der Täter. Anfänglich ging man noch von einer politisch motivierten Entführung aus, jedoch wollte der Krisenstab später davon nichts mehr wissen und hob die Unprofessionalität des Entführer-Videos hervor. Bundesinnenminister Schäuble und der stellvertretende Leiter des Instituts für Terrorismusforschung in Essen, Kai Hirschmann, brachten jedoch in einem Zeitungsartikel den offenbar politisch zielbewussten Zeitpunkt der Entführung zur Sprache, nämlich die Amtseinführung der neuen deutschen Regierung. Somit wurden die Spekulationen noch weiter angeheizt.

### Reaktionen während der Entführung
Während sich in Frankreich und Italien große Demonstrationen mit den jeweiligen Entführungsopfern solidarisierten, fand nur in ihrem letzten deutschen Wohnort am 2. Dezember in Glonn eine Mahnwache und am 4. Dezember in Offenbach am Main eine Demonstration von rund 100 Ausländern meist muslimischen Glaubens statt. Medienkommentare interpretierten diese Zurückhaltung mit einer Mischung aus Vertrauen in die Arbeit des Berliner Krisenstabs und einer grundsätzlichen Reserve gegenüber dem Islam und dem irakischen Bürgerkrieg. Am 10. Dezember solidarisierten sich weitere Mahnwachen am Brandenburger Tor in Berlin, in München auf dem Marienplatz und am 11. Dezember in ihrem früheren Wohnort Ebersberg, die jedoch nur eine schwache Unterstützung fanden. In der dritten Woche der Entführung mehrten sich die Mahnwachen, darunter erneut am Brandenburger Tor und in München.
In zwei Videobotschaften appellierten Osthoffs Schwester Anja und ihre Mutter Ingrid Hala an das Mitgefühl der Entführer, ebenso richtete am 7. Dezember 2005 der frühere Bundeskanzler Gerhard Schröder auf Wunsch der Mutter einen Appell an die Geiselnehmer. Die Botschaften wurden vom arabischen Sender Al Jazeera gesendet und stießen nach Angaben von Außenminister Steinmeier im Irak auf große Resonanz. Die drei Altbundespräsidenten Johannes Rau, Roman Herzog und Richard von Weizsäcker wandten sich gemeinsam in einem schriftlichen Appell an die Entführer, ebenso 15 internationale archäologische, kulturgutbewahrende und humanitäre Organisationen.
Verschiedene politische und geistliche Vertreter des Islam und des irakischen Staates setzten sich für die Freilassung von Osthoff und al-Schimani ein. Unter den prominentesten Fürsprechern befanden sich der irakische Staatspräsident Dschalal Talabani, der Schiiten-Prediger Muqtada as-Sadr während eines Freitagsgebets in Nadschaf und in Deutschland der damalige Vorsitzende des Zentralrats der Muslime in Deutschland (ZMD), Nadeem Elyas, der sich sogar für einen Austausch gegen die Geiseln anbot. Der Krisenstab beanspruchte neben seinen Informanten auch die Mithilfe von kurdischen Vermittlern, darunter des Kurdenführers Massud Barsani, des sunnitischen Geistlichen Abd al-Muneim al Badari und des geschiedenen Ehemanns von Osthoff, Salem Bachan, dessen Familie in Nordirak ebenfalls als einflussreich gilt. Die arabischen Botschafter in Berlin verurteilten am 11. Dezember in einer gemeinsamen Erklärung die Osthoff-Entführung.

### Freilassung
Osthoff wurde am 18. Dezember 2005 freigelassen und befand sich danach in Obhut der deutschen Botschaft in Bagdad. Bundesaußenminister Steinmeier zufolge war die Archäologin in körperlich guter Verfassung. Über die Bedingungen der Entführer zur Freilassung wurde von offizieller Seite nichts bekanntgegeben. Auch darüber, dass Susanne Osthoff während der Entführung angeblich an eine andere Gruppe verkauft wurde, ist nichts bekannt.
Das Datum der Freilassung des Fahrers ist unbekannt. Manche Medien berichteten, dass er am 19. Dezember freigelassen wurde, andere noch Tage später, dass er immer noch verschwunden sei.

### Weitere Spekulationen
Nach der Freilassung nahmen die Spekulationen noch erheblich zu. Da sich die deutsche Regierung in Schweigen hüllte, wurden auch Kleinigkeiten, die durchsickerten, von Medien inszeniert. 
So wurde zum Beispiel spekuliert,
- dass der Fahrer von Susanne Osthoff etwas mit der Entführung zu tun hatte. Dies führte in vielen Medien zu Vorverurteilungen, die auch nicht korrigiert wurden, nachdem sich bei den Ermittlungen die Indizien gegen den Fahrer nicht bestätigt hatten;

- dass Osthoff mit dem BND zusammengearbeitet habe, nachdem sie sich ab und zu in der Wohnung eines BND-Beamten aufgehalten hatte;

- dass Osthoff selbst etwas mit der Entführung zu tun hatte, da nach der Freilassung Geld bei ihr gefunden worden sei, das bei der Überprüfung mit dem angeblich gezahlten Lösegeld identisch gewesen sein sollte. Diese Meldung stellte sich aber als falsch heraus.

Auch ein Übersetzungsfehler führte zu einer Debatte über Susanne Osthoff. Ein Interview, das sie im Fernsehsender Al Jazeera English gegeben hatte, wurde zum Teil falsch übersetzt. So geriet die Meldung im Umlauf, sie würde sofort wieder in den Irak wollen. Daraufhin sank das Ansehen Osthoffs in Deutschland, und einige Politiker verlangten Konsequenzen in Form eines Einreiseverbots oder der Einstellung der Hilfeleistungen für die Projekte von Susanne Osthoff. 
Ein Fernsehinterview im heute-journal mit Marietta Slomka, bei dem die aus einem Studio in Katar zugeschaltete Osthoff bis auf einen Augenspalt voll verschleiert auftrat, sorgte für weitere Irritationen, aber auch zu medienkritischen Betrachtungen. Als Moderator Wieland Backes acht Jahre später in der Talkshow Nachtcafé einen Ausschnitt des Interviews zeigen wollte, verließ Osthoff fluchtartig das Studio und sorgte so für einen Eklat.
Seit März 2006 ermittelt die Bundesanwaltschaft gegen einen irakischen Stammesführer namens Jamal al Duleimi. Der Scheich zählte während der Entführung zunächst zum Kreis der Mittelsmänner, mit deren Hilfe die Deutschen Kontakt zu den Geiselnehmern aufzunehmen versuchten, er tauchte jedoch unter, als Susanne Osthoff am 18. Dezember 2005 gegen Zahlung eines hohen Lösegelds freikam.
Im Mai 2006 berichtete die Times, Deutschland habe ebenso wie Frankreich und Italien in den vorangegangenen 21 Monaten Geiseln mit Millionenbeträgen aus der Gewalt irakischer Banden freigekauft.